# Río Guadalteba
El Guadalteba es un río del sur de la península ibérica, afluente del Guadalhorce, que nace en la sierra de los Merinos, en las proximidades de la localidad de Serrato, provincia de Málaga (España), por la confluencia del río de las Cuevas y el riachuelo de Serrato. 
Tiene una cuenca de unos 500 km² y un recorrido de 45 km. Atraviesa los términos municipales de Serrato, Cuevas del Becerro, Cañete la Real y Teba desembocando en el embalse de su nombre.

## Características
Río de caudal abundante y permanente todo el año. Sus principales afluentes aparte de los mencionados río de las Cuevas y el riachuelo de Serrato están los arroyos del Cerezo, de las Cobatillas, del Barbero, de Castilla, Salado, del Término y del río de la Venta que forma el espectacular Tajo del Molino. Las asurgencias del río de las Cuevas y del Serrato drenan parte de los relieves kársticos próximos. Los demás afluentes poseen una alimentación también a partir de surgencias kársticas pero de mucho menor entidad, algunas de las cuales drenan la zona oriental de la sierra de Cañete.

## Flora y fauna
A lo largo de su recorrido presenta diversos bosquetes de interés biológico como el bosque galería que forma en la zona de La Puente donde tiene lugar la romería de la Virgen de la Cabeza y San Isidro Labrador de Teba. Estos bosques están compuestos por sauces, chopos, fresnos y tarajes. Además de estos tipos de formaciones vegetales en la zona se desarrolla matorral y una amplia flora caracterizada por la existencia de numerosas especies endémicas como el tomillo, el romero, las retamas, los palmitos, las jaras y las esparragueras. Su desembocadura presenta una gran masa de tarajes que facilita la presencia de numerosas especies de aves.

## Historia
Es un río de una gran carga histórica muy vinculado a la economía de la comarca como así lo demuestran los numerosos yacimientos arqueológicos que lo rodean.